# Krążowniki rakietowe projektu 1134
Krążowniki rakietowe projektu 1134 (Bierkut) – radzieckie krążowniki rakietowe, które weszły do służby w latach 1967–1969. Oficjalnie klasyfikowane początkowo jako duże okręty przeciwpodwodne, a od 1977 roku jako krążowniki rakietowe. W kodzie NATO znane jako typ Kresta I. Określane są też jako typ Admirał Zozula, od nazwy pierwszego okrętu. Zbudowano w Leningradzie cztery jednostki, z których ostatnią wycofano ze służby w 1994 roku.
Były to uniwersalne okręty, przeznaczone do walki z okrętami nawodnymi, lotnictwem i okrętami podwodnymi, lecz miały umiarkowane możliwości bojowe. Ich wyporność pełna sięgała 7160 ton, a długość 156 metrów. Napędzały je turbiny parowe. Zasadnicze uzbrojenie stanowiły cztery wyrzutnie pocisków przeciwokrętowych dalekiego zasięgu P-35, dwie podwójne wyrzutnie rakiet przeciwlotniczych średniego zasięgu M-1 Wołna oraz torpedy przeciw okrętom podwodnym, natomiast artyleria była zredukowana do armat uniwersalnych kalibru 57 mm. Jako pierwsze okręty radzieckie przenosiły na stałe śmigłowiec pokładowy w hangarze.

## Historia

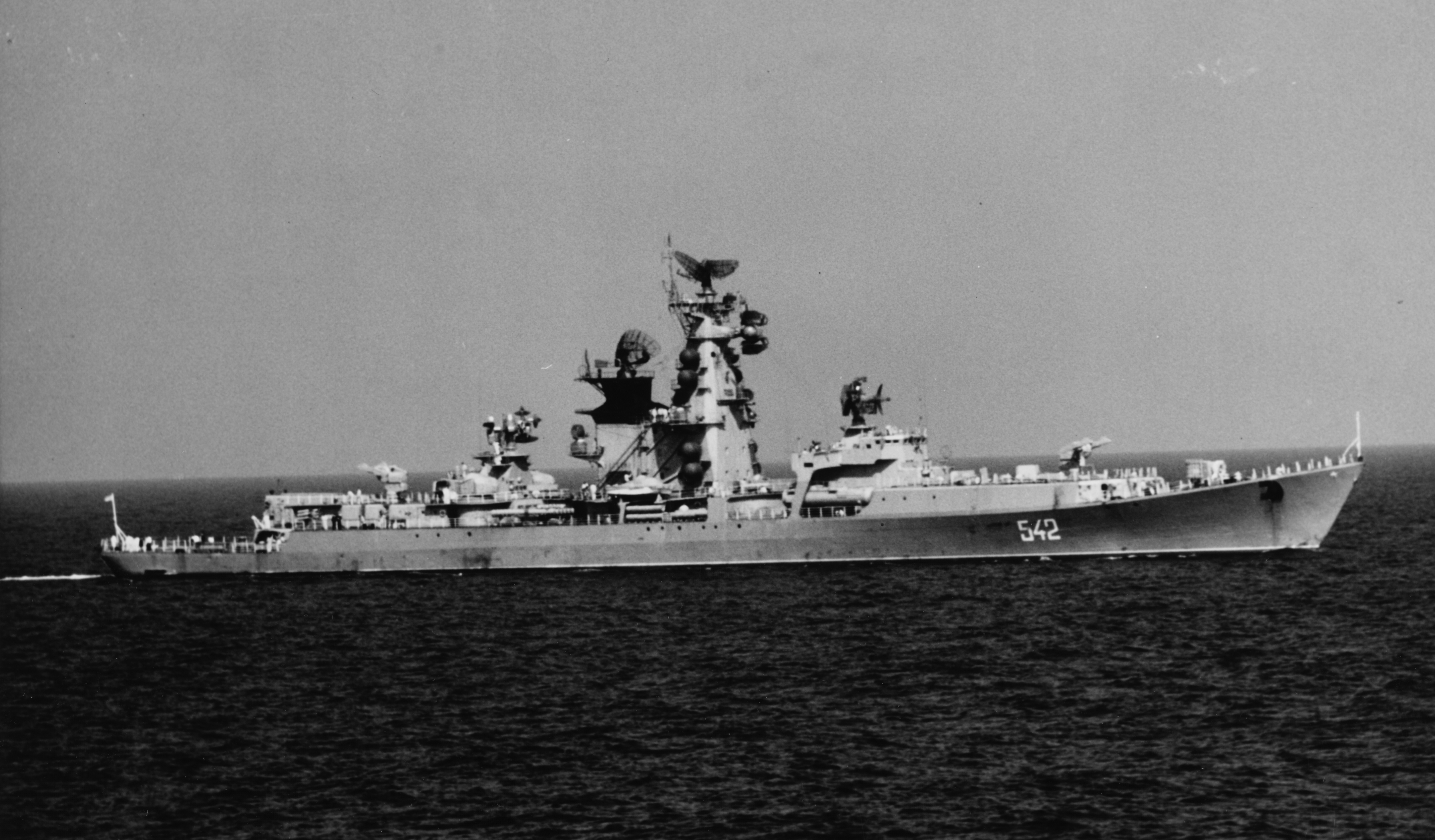
Jeden z krążowników proj. 1134

Na przełomie lat 50. i 60. XX wieku ZSRR zaczął rozwijać swoją marynarkę wojenną w kierunku działań oceanicznych, upatrując jej głównego zadania w zwalczaniu okrętów i statków przeciwnika przy pomocy okrętów podwodnych, wspieranych przez przenoszące pociski rakietowe lotnictwo oraz okręty nawodne. Zadaniem okrętów nawodnych była osłona własnej floty podwodnej poprzez zwalczanie zagrażających im okrętów eskortowych przeciwnika, a także walka z lotnictwem i okrętami podwodnymi. Po opracowaniu niszczycieli rakietowych projektu 61 (w terminologii radzieckiej: dużych okrętów przeciwpodwodnych, BPK – bolszoj protiwołodocznyj korabl), zdecydowano skonstruować oceaniczne okręty klasy BPK o większych możliwościach, odpowiadające wielkością krążownikom. Miały one służyć do zabezpieczenia działań własnej floty podwodnej i ochrony linii komunikacyjnych, włączając w to walkę z lotnictwem, okrętami nawodnymi i podwodnymi przeciwnika. Istotnym zadaniem stało się zwalczanie lotniskowców za pomocą ciężkich pocisków przeciwokrętowych. W ten sposób nowe okręty miały połączyć cechy okrętów przeciwpodwodnych projektu 61 i krążowników rakietowych projektu 58. W toku projektowania przewidziano również zadanie eskortowania przez nie nowych krążowników śmigłowcowych projektu 1123 (do czego ostatecznie ich nie używano). Na tym etapie natomiast jeszcze nie przewidywano jako priorytetowego zadania zwalczania okrętów podwodnych przenoszących pociski balistyczne, w tym wchodzących do służby w USA okrętów systemu Polaris-Poseidon, z uwagi na to, że przewidziane do walki z nimi rakietotorpedy były na początkowym etapie rozwoju.
Prace nad uniwersalnym okrętem tego rodzaju zostały formalnie zainicjowane postanowieniem Komitetu Centralnego KPZR i Rady Ministrów ZSRR z 30 grudnia 1961 roku. Opracowanie projektu technicznego zlecono Północnemu Biuru Projektowemu (CKB-53), pod kierunkiem głównego konstruktora Wasilija Anikijewa, jako jego pierwszy projekt. Jako podstawę do projektowania miał służyć kadłub krążownika projektu 58, stąd zaniechano sporządzenia projektu wstępnego, chociaż w toku prac zaszła konieczność powiększenia kadłuba. Zastosowano również zmodyfikowaną siłownię okrętów projektu 58. Od początku przewidywano uzbrojenie w pociski przeciwokrętowe kompleksu P-35, lecz w porównaniu do krążowników projektu 58 liczba ich wyrzutni zmalała z ośmiu do czterech (zrezygnowano z przewidywanych dodatkowych czterech pocisków z uwagi na długotrwałe i utrudnione przeładowywanie na morzu oraz konieczność wygospodarowania na nie miejsca). W stosunku do okrętów projektu 58 zastosowano jednak drugą wyrzutnię rakiet przeciwlotniczych i pięciorurowe wyrzutnie torped przeciw okrętom podwodnym zamiast trzyrurowych. W toku prac okazało się, że nowo opracowywane pociski przeciwlotnicze M-11 Sztorm nie osiągną gotowości na czas, dlatego zdecydowano przeprojektować okręty pod dotychczas stosowane pociski M-1 Wołna, o słabszych parametrach. Ubocznym skutkiem projektowania pod potężniejszy system było jednak dwukrotne zwiększenie zapasu rakiet Wołna na wyrzutnię w stosunku do projektów 58 i 61. Projekt wymagał korekty także w zakresie stacji hydrolokacyjnej, gdyż nowa stacja Titan-2 nie była gotowa i zastosowano starsze wzory Titan i Wyczegda, jak na BPK projektu 61. Zestaw uzbrojenia nadał okrętom znamiona uniwersalności – mogły zwalczać cele nawodne, powietrzne i w ograniczonym stopniu podwodne. Ich możliwości w tym ostatnim zakresie w stosunku do okrętów projektu 61 zwiększał bazujący na stałe w hangarze śmigłowiec pokładowy (po raz pierwszy w ZSRR). Maszyna Ka-25 miała jednak jeszcze ograniczone możliwości i można było zabierać śmigłowiec albo w wersji przeciwpodwodnej PŁ, albo wskazywania celów dla przeciwokrętowych pocisków manewrujących na dużych odległościach C. Projekt otrzymał numer 1134 i po raz pierwszy w radzieckiej praktyce nazwę kodową Bierkut (ros. Беркут). Typ ten bywa także określany w literaturze od pierwszego okrętu jako Admirał Zozula. W kodzie NATO typ ten został nazwany Kresta I (dla odróżnienia od późniejszego Kresta II).
Budowa pierwszego okrętu projektu 1134, „Admirał Zozula”, rozpoczęła się w lipcu 1964 roku. Okręt wodowano w 1965 roku, a w kwietniu 1967 roku rozpoczął próby państwowe. Równocześnie w 1964, 1965 i 1966 roku rozpoczęto budowę trzech dalszych jednostek. Wszystkie budowano w stoczni im. A.A. Żdanowa w Leningradzie. Koszt budowy wynosił 32 miliony rubli za okręt, potem zmniejszył się do 26 milionów. Budowa jednego okrętu do oddania marynarce zajmowała średnio 3 lata i 3 miesiące. Planowano budowę dziesięciu okrętów, lecz dalszych okrętów tego typu nie zbudowano, gdyż już w 1964 roku zdecydowano opracować będące jego rozwinięciem nowe jednostki lepiej przystosowane do zwalczania okrętów podwodnych, które otrzymały oznaczenie projekt 1134A (Bierkut-A).
W 1977 roku okręty przeklasyfikowano na krążowniki rakietowe (ros. rakietnyj kriejsier).

## Okręty
| Okręt               | Rozpoczęcie budowy | Wodowanie  | Wejście do służby | Wycofanie                                              |
| ------------------- | ------------------ | ---------- | ----------------- | ------------------------------------------------------ |
| „Admirał Zozula”    | 26.07.1964         | 17.10.1965 | 5.10.1967         | 24.09.1994                                             |
| „Władiwostok”       | 24.12.1964         | 1.08.1966  | 1.08.1968         | 19.04.1990                                             |
| „Wiceadmirał Drozd” | 26.10.1965         | 18.11.1966 | 27.12.1968        | 1.07.1990, zatonął w 1992 w drodze do stoczni złomowej |
| „Siewastopol”       | 8.06.1966          | 28.04.1967 | 25.09.1969        | 15.12.1989                                             |

## Opis

### Architektura i konstrukcja kadłuba

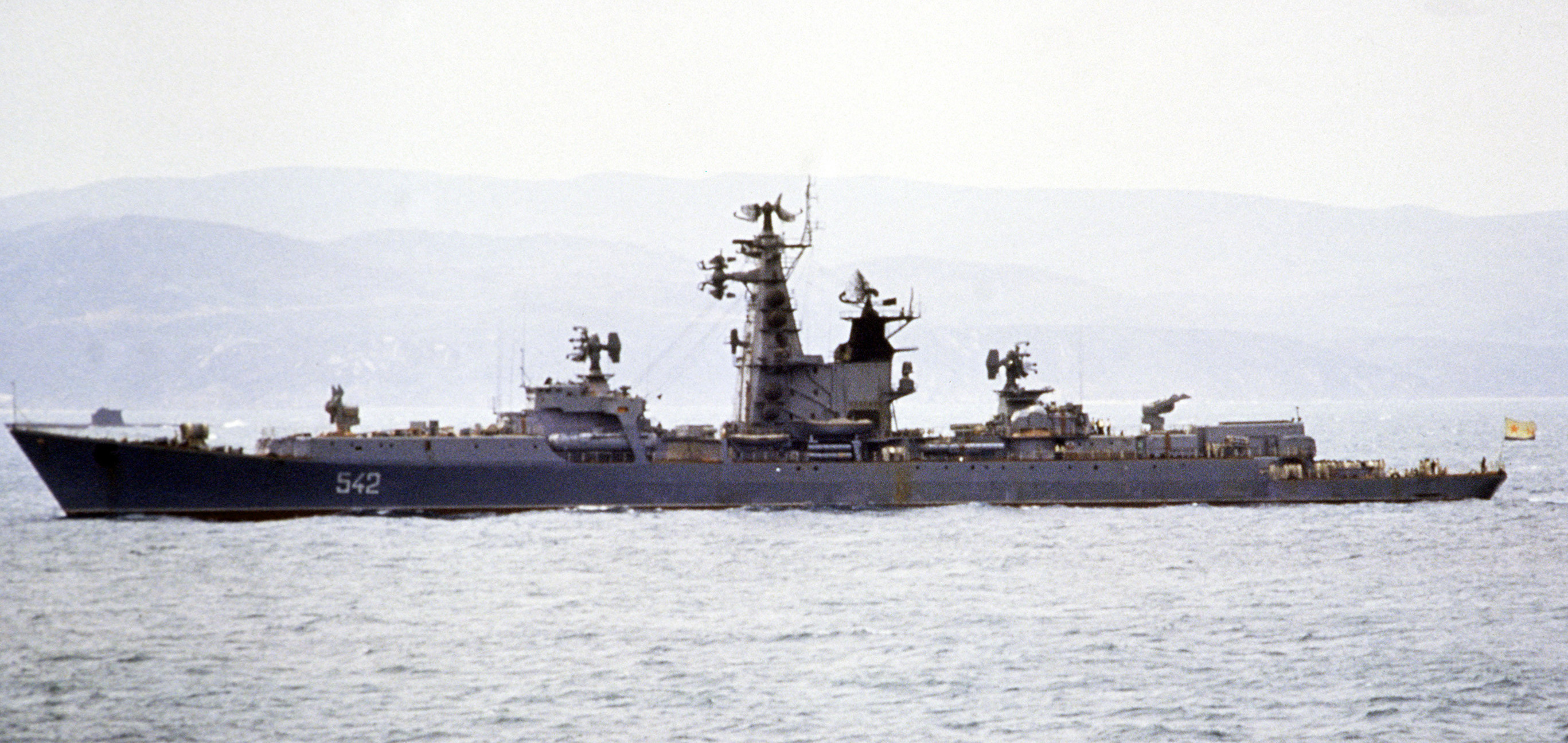
Sylwetka krążownika proj. 1134, na Morzu Śródziemnym

Okręty projektu 1134 miały smukły kadłub z silnym wzniosem na dziobie i ostro wychyloną prostą dziobnicą. Długi pokład dziobowy sięgał na większość długości okrętu i obniżał się dopiero na rufie, gdzie znajdowało się lądowisko śmigłowca. Na śródokręciu znajdowała się zespolona nadbudówka, z dominującym w sylwetce okrętu charakterystycznym umieszczonym pośrodku masztem piramidalnym zespolonym z kominem. Same nadbudówki były niskie i mało rozbudowane, dające dobre pole ostrzału wyrzutniom rakiet przeciwlotniczych znajdującym się w części dziobowej i rufowej. Sylwetka okrętów była przez to zupełnie inna i mniejsza od krążowników projektu 58, których kadłub stanowił podstawę prac. Dolne piętro nadbudówki na dziobie stanowiła nadbudowa na całą szerokość kadłuba, na której umieszczona była dziobowa wyrzutnia rakiet przeciwlotniczych M-1 Wołna, z magazynem pocisków pod nią. Dopiero za nadbudową znajdował się podwyższony zakryty pomost nawigacyjny, a pod jego skrzydłami, na burtach na pokładzie umieszczono podwójne wyrzutnie KT-35 pocisków przeciwokrętowych. Wyrzutnie te spoczywały równolegle do pokładu, a w położeniu bojowym były unoszone pod kątem 25°. Na dachu pomostu dziobowego i na podeście na nadbudówce rufowej znajdowały się stacje antenowe Jatagan kierowania ogniem pocisków przeciwlotniczych. Po bokach rufowej stacji Jatagan umieszczone były na skrzydłach nadbudówki wieże dział AK-725, a przed nimi na pokładzie wyrzutnie torped. Dalej w kierunku rufy znajdowała się druga wyrzutnia pocisków przeciwlotniczych na nadbudówce rufowej, przechodzącej w hangar dla śmigłowca. Lądowisko dla śmigłowca umieszczone było na samej rufie, o pokład niżej. Pokład rufowy z lądowiskiem lekko wznosił się ku rufie, a stewa rufowa była wychylona na zewnątrz.
Kadłub był wykonany ze stali o grubości poszycia 8–14 mm, spawany, we wzdłużnym systemie naboru. Miał trzy pokłady: dziobowy (nie na całą długość), górny i dolny, oraz trzy częściowe pokłady (platformy). Dzielił się grodziami poprzecznymi na 16 (według innych źródeł, 19) przedziałów wodoszczelnych i miał dno podwójne na całej długości. Zatopienie trzech przedziałów nie powinno powodować zatonięcia okrętu. Nadbudówki i przewody kominowe wykonano z szerokim zastosowaniem lekkich stopów aluminiowo-magnezowych. W części podwodnej kadłub miał stępki przeciwprzechyłowe i aktywne płetwowe stabilizatory przechyłów. Siłownia mieściła się w dwóch przedziałach maszynowo-kotłowych, przedzielonych elektrownią i innym przedziałem. Przedziały siłowni znajdowały się w kadłubie przed i za masztem. Ster był pojedynczy, półzbalansowany. Przy pełnej prędkości średnica cyrkulacji wynosiła 4,6 długości okrętu. Okręty miały dwie kotwice Halla.
Wyporność projektowa wynosiła 5140 ton, standardowa 5335–5375 ton, normalna 6265 ton, natomiast pełna sięgała 7125–7160 ton. Długość całkowita wynosiła od 156,1 do 156,2 m, a na konstrukcyjnej linii wodnej 148 m. Szerokość całkowita wynosiła 16,74–16,8 m, natomiast na linii wodnej 16,2 m. Średnie zanurzenie wynosiło 5,18–5,67 m, a przy wyporności maksymalnej do 6,3 m. Wysokość metacentryczna przy pełnej wyporności sięgała 1,76 m.
Załoga okrętów obejmowała 312 osób, w tym 30 oficerów. Autonomiczność wynosiła 30 lub według innych danych 15 dób. Ze środków pływających, okręty miały kuter dowódcy proj. 1390, kuter roboczy proj. 338PK, sześciowiosłową łódź (jał) i 25 tratw ratunkowych PSN-10.

### Uzbrojenie

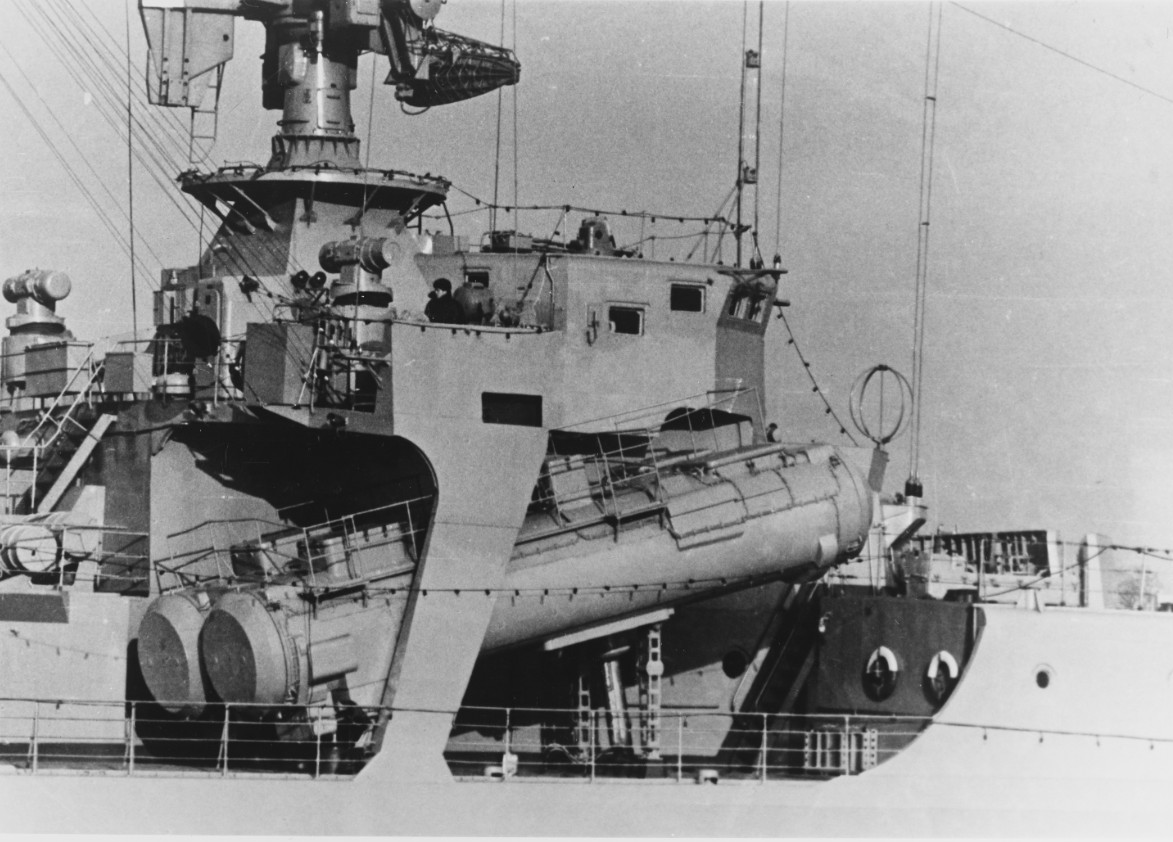
Wyrzutnie KT-35 pocisków P-35 w położeniu bojowym

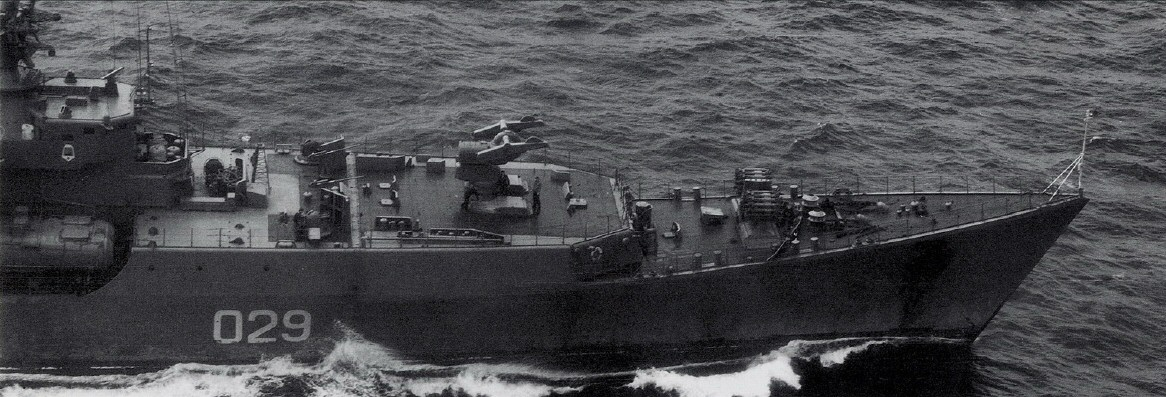
Wyrzutnia rakiet plot. M-1 Wołna i miotacze rakietowych bomb głębinowych RBU-6000 na dziobie „Władywostoku”

Główne uzbrojenie stanowił kompleks rakietowy P-35-1134, z dwoma podwójnymi wyrzutniami KT-35 dla odrzutowych pocisków przeciwokrętowych P-35. Wyrzutnie miały formę podwójnych cylindrycznych zamykanych kontenerów umieszczonych na burtach na pokładzie dziobowym za nadbudową i były unoszone pod kątem 25° do strzału. Okręt zabierał tylko cztery pociski w wyrzutniach. Zasięg pocisków przy naprowadzaniu z okrętu wynosił do 350 km na dużej wysokości lub 110 km na małej; głowica bojowa miała masę 500 kg, zastosowana też mogła zostać głowica jądrowa o mocy 20 kiloton. Pocisk naprowadzany był radiokomendowo, a po uchwyceniu celu przez własną stację radiolokacyjną i wyborze celu, pocisk samonaprowadzał się na cel. Pociski tego typu mogły być też stosowane przeciwko celom lądowym. Można było naraz naprowadzać tylko dwa pociski z uwagi na liczbę anten systemu Binom, pozostałe ewentualnie mogły być wystrzelone w reżimie autonomicznym. Od przełomu lat 70. i 80. wszystkie okręty poza „Władywostokiem” zostały dostosowane do ulepszonych pocisków 3M44 Progriess, o większej odporności na zakłócenia i obniżonym profilu lotu. W systematyce NATO pociski rodziny P-35 nosiły oznaczenie SS-N-3.
Drugim zasadniczym elementem było uzbrojenie przeciwlotnicze, składające się z dwóch dwuprowadnicowych wyrzutni ZIF-102 przeciwlotniczych pocisków rakietowych średniego zasięgu M-1 Wołna-M na dziobie i na rufie. Zapas pocisków wynosił po 30 rakiet bojowych i dwie szkolne na wyrzutnię. Pociski W-601 systemu Wołna-M mogły zwalczać cele do wysokości 18 km w odległości do 25 km. Od końca lat 70. systemy Wołna-M modernizowano na radzieckich okrętach do wersji Wołna-P, cechującej się lepszą odpornością na zakłócenia. W ramach NATO pociski te oznaczano jako SA-N-1.
Do zwalczania okrętów podwodnych służyły na tych okrętach torpedy kalibru 533 mm, przenoszone w dwóch pięciorurowych wyrzutniach torpedowych PTA-53-1134. Zapas torped obejmował 10 torped elektrycznych SET-65 lub opartych na nadtlenku wodoru torped 53-65 (bądź też 53-65K). Uzbrojenie przeciwpodwodne uzupełniały dwa dwunastoprowadnicowe miotacze rakietowych bomb głębinowych RBU-6000 Smiercz-2 (144 bomby kalibru 212 mm) i dwa sześcioprowadnicowe RBU-1000 Smiercz-3 (48 bomb kalibru 305 mm). Obie wyrzutnie RBU-6000 umieszczone były na pokładzie dziobowym, a RBU-1000 na rufie, po bokach hangaru.
Możliwości w zakresie zwalczania okrętów podwodnych rozszerzał jeden pokładowy śmigłowiec Ka-25PŁ, który mógł być zastąpiony maszyną do wskazywania celów dla pocisków przeciwokrętowych Ka-25C. Zapas amunicji lotniczej obejmował pięć torped przeciw okrętom podwodnym AT-1, cztery bomby głębinowe PŁAB-250 o wagomiarze 250 kg i osiem bomb PŁAB-50 o wagomiarze 50 kg. Do wykrywania zanurzonych okrętów śmigłowiec mógł stawiać boje hydroakustyczne RGB-1N Czynara, których na okręcie było 54, a także boje radiolokacyjne Popławok-1A, których było 15. Okręt zabierał 9,4 t benzyny lotniczej.
Uzbrojenie artyleryjskie miało charakter uzupełniający i stanowiły je dwa podwójnie sprzężone automatyczne działa uniwersalne kalibru 57 mm AK-725, umieszczone nietypowo w dwóch wieżach na burtach w części rufowej, współpracujące z radarami artyleryjskimi MR-103 Bars. Strzelały one pociskami o masie 2,8 kg, maksymalna szybkostrzelność wynosiła 200 strz./min na lufę, a zapas amunicji wynosił 4200 nabojów. Dopiero podczas modernizacji w latach 80. okręty (nie wszystkie) otrzymały dwa artyleryjskie zestawy obrony bezpośredniej w postaci dwóch par sześciolufowych naprowadzanych radarowo działek 30 mm AK-630M.

### Wyposażenie radiotechniczne i elektroniczne

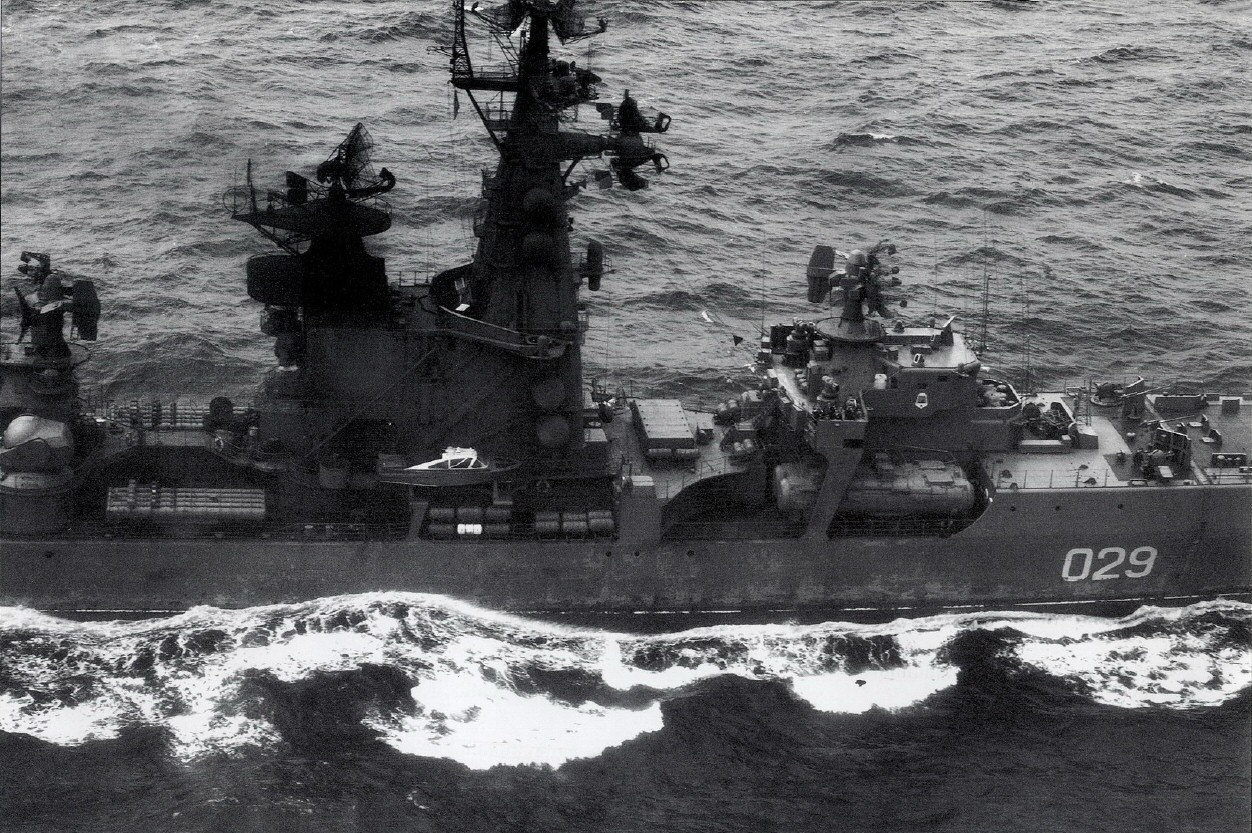
„Władiwostok” w 1988 roku – widoczne anteny i wyrzutnie torped

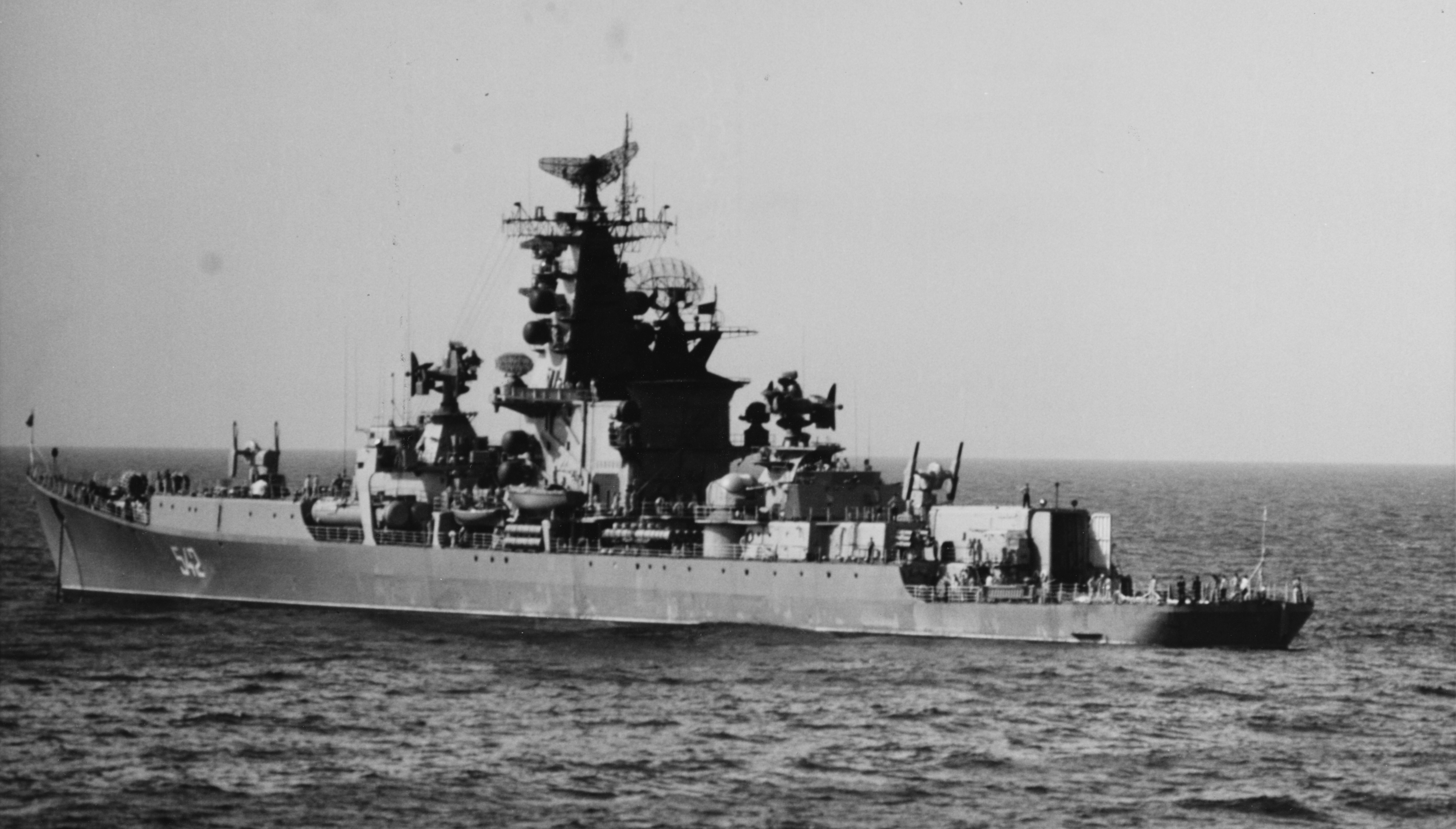
Widoczny hangar śmigłowca (prawdopodobnie „Władywostok”)

Okręty miały dwa radary dozoru ogólnego: MR-500 Kliwier na platformie na kominie i MR-310 Angara na szczycie masztu. Stacja Kliwier miała maksymalny zasięg wykrywania samolotów do 350 km (realnie do 300 km), celów nawodnych do 50 km, a stacja Angara odpowiednio 150 km i 45 km. Stacja MR-310 (w innych źródłach określana jako MR-310A Angara-A) była trójwspółrzędna, używana do wypracowywania danych do strzelania przeciwlotniczego. Wyposażenie to odpowiadało mniejszym okrętom projektu 61 późnej serii. Okręt miały początkowo radar nawigacyjny Wołga, później dodawano jeszcze drugi radar nawigacyjny Don z przystawką antykolizyjną Palma. Na „Admirał Zozula” podczas modernizacji zainstalowano stację radiolokacyjną naprowadzania lotnictwa Wajgacz.
Ogniem pocisków przeciwlotniczych kierowały dwie rozbudowane stacje radiolokacyjne śledzenia i naprowadzania Jatagan, umieszczone na podestach na nadbudówce dziobowej i rufowej, a ogniem dział – dwa radary artyleryjskie MR-103 Bars, na platformach po bokach komina. Do naprowadzania pocisków woda-woda P-35 służyła stacja Binom-1134, z dwoma antenami, na platformie z przodu szczytu masztu. Do przekazywania danych dotyczących celu od śmigłowca okręty posiadały aparaturę Uspiech-U z antenami po bokach masztu. Modernizowane w latach 80. okręty miały też stacje MR-123 Wympieł kierowania ogniem armat AK-630, umieszczone na skrzydłach nadbudówki za dziobową stacją Jatagan.
Okręty miały podkilowe stacje hydrolokacyjne MG-312M(I) Titan i MG-311 Wyczegda z antenami we wspólnej opuszczanej opływce podkilowej. Pierwsza z nich służyła do wykrywania okrężnego, a druga do wskazywania celów (zasięg do 3,5 km). Stacja Titan mogła działać w trybie aktywnym, z teoretycznym zasięgiem do 8 km, lub pasywnym (namierzanie szumów) z zasięgiem do 18 km, a także wykrywać miny i torpedy na odległości do 2–3 km. Okręty były też wyposażone w stacje wykrywania okrętów podwodnych przy pomocy ich śladu cieplnego MI-110K oraz promieniowania podczerwonego powierzchni wody MI-110R, lecz nie spełniły one nadziei z uwagi na małą efektywność i praktycznie nie były używane. Zestaw wszystkich stacji hydrolokacyjnych również odpowiadał okrętom projektu 61.
Wszystkie okręty miały ponadto system identyfikacji swój-obcy (trzy urządzenia zapytujące Nikiel-KM i dwa urządzenia odpowiadające Chrom-KM). Posiadały też środki obserwacji radiotechnicznej do wykrywania pracy radarów: MRP-11-12, MRP-13-14 i stację rozpoznania radiotechnicznego MRP-15-16 Zaliw. Anteny stacji Zaliw zamontowane były z przodu masztu, poniżej anten Binom. Do walki radioelektronicznej służyły dwie stacje zakłóceń MP-150 Gurzuf-A i Gurzuf-B (z parami charakterystycznych kulistych osłon anten po bokach masztu) i dwie wyrzutnie celów pozornych PK-2 (ZIF-121) na nadbudowie dziobowej. Zbieranie i przekazywanie informacji bojowych było dokonywane za pomocą systemu Płanszet-1134. W latach 80. na modernizowanych okrętach był montowany system nawigacji satelitarnej ADK-3M Szluz (ШЛюз).
W nomenklaturze NATO poszczególne systemy otrzymały oznaczenia: radar Angara – Head Net, radar Kliwier – Big Net, sonary MG-312 Titan – Bull Nose, MG-311 Wyczegda – Wolf Paw, radary kierowania ogniem: Jatagan – Peel Group, Binom – Scoop Pair, MR-103 – Muff Cob, MR-123 – Bass Tilt, systemy walki radioleketronicznej: Zaliw – Bell Clout, Gurzuf – Side Globes.

### Napęd
Napęd okrętów stanowiła siłownia turboparowa. Siłownia mieściła się w dwóch odsuniętych od siebie przedziałach, w każdym mieściły się dwa kotły i jeden zespół turbin z przekładnią (w dziobowym: prawy, w rufowym: lewy). Okręty miały cztery wysokociśnieniowe kotły wodnorurkowe KWN-98/64, dostarczające parę o ciśnieniu roboczym 64 atmosfery i temperaturze 470 °C, w ilości do 98 ton na godzinę na kocioł. Okręty napędzały dwa zespoły turbin parowych TW-12 z turbinami wysokiego i niskiego ciśnienia, turbiną biegu wstecznego i dwustopniową przekładnią redukcyjną. Moc łączna turbin wynosiła 90 000 KM. Producentem turbin był Zakład Kirowski w Leningradzie. Turbiny napędzały dwie czterołopatowe śruby o stałym skoku wykonane z brązu.
Konstrukcyjna prędkość maksymalna wynosiła 33 węzły, zaś największa szybkość osiągana przez okręty sięgała 34,3 węzła. Prędkość ekonomiczna wynosiła 17,8–18 węzłów. Zapas paliwa obejmował 1690 ton. Zasięg przy prędkości ekonomicznej wynosił do 5747 mil morskich, a przy większych prędkościach 1676–2400 Mm.
Energię elektryczną dostarczały dwa turbogeneratory TD-750 i cztery pomocnicze generatory wysokoprężne ASDG-500/1W. W sieci używany był prąd przemienny o napięciu 380 V. Generatory rozdzielone były między dwa przedziały elektrowni; w dziobowym, za dziobową siłownią, mieścił się także kocioł pomocniczy KWW-7,5/28 o wydajności 7,5 tony na godzinę dla mechanizmów pomocniczych.

## Służba w skrócie

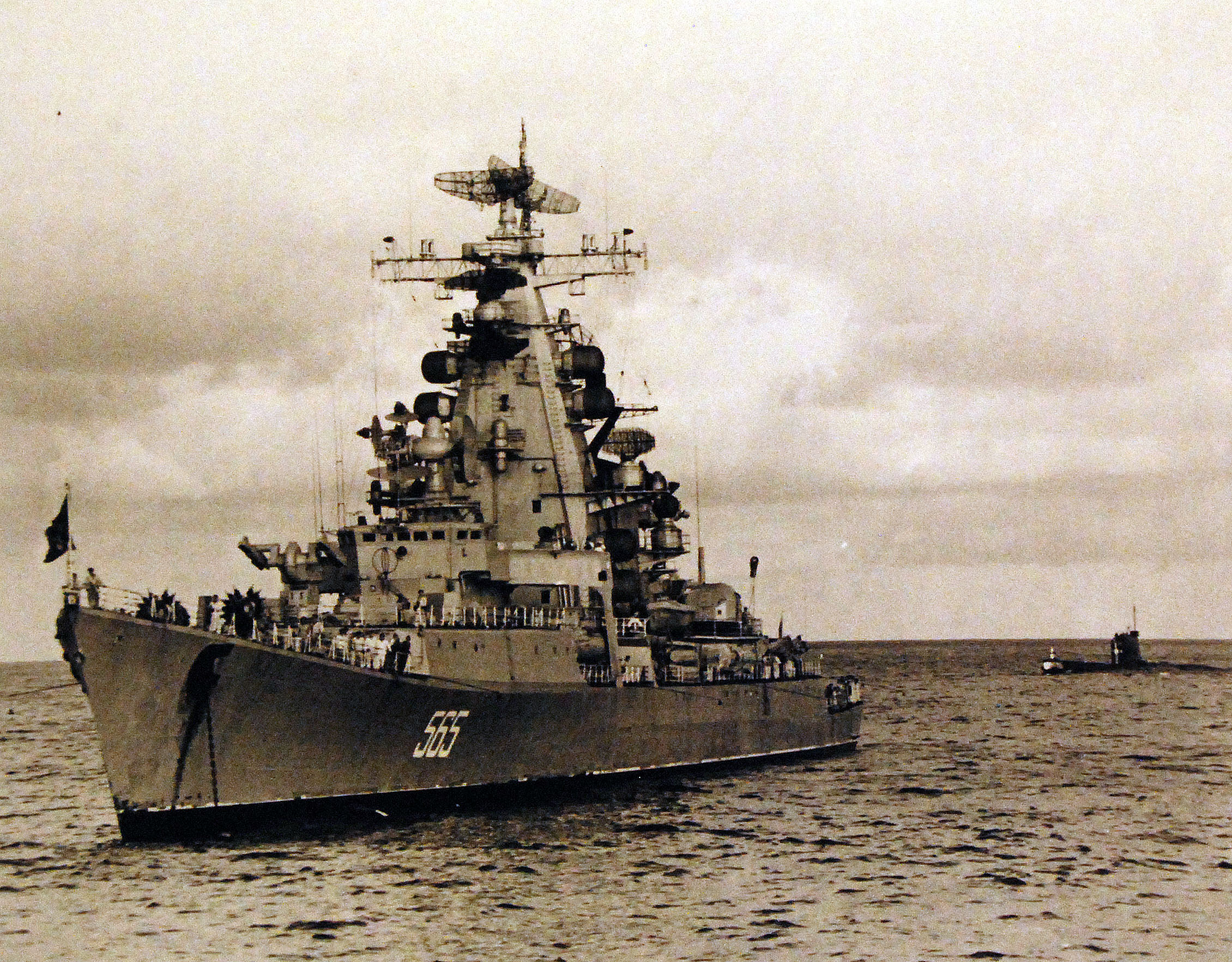
„Władiwostok” na wodach Hawajów, 1971 rok

Okręty weszły do służby w latach 1967–1969. Cztery okręty proj. 1134 były rozdzielone pomiędzy trzy z rosyjskich flot: Bałtycką, Północną i Oceanu Spokojnego, przy tym ich przyporządkowanie pomiędzy nimi się zmieniało. Głównie były używane we Flocie Północnej i Flocie Oceanu Spokojnego, w której skończyły służbę dwa okręty („Władiwostok” i „Siewastopol”). Okręty Floty Północnej zachodziły często na Atlantyk i Morze Śródziemne, pełniąc tzw. służby bojowe, polegające na śledzeniu okrętów NATO. „Admirał Zozula” w 1970 roku udzielał wsparcia marynarce Egiptu w konflikcie z Izraelem. Podobnie jak inne radzieckie okręty, nie miały one jednak epizodów ściśle bojowych w toku służby. Brały też udział w wizytach zagranicznych, odwiedzając głównie porty w zaprzyjaźnionych państwach, jak Hawana. Ciekawszym epizodem służby „Siewastopola” było przejście na Ocean Spokojny Północną Drogą Morską. W toku służby okręty te kilkakrotnie udzielały pomocy w awariach radzieckich okrętów podwodnych: K-19 (1972 rok, „Wiceadmirał Drozd”), K-56 (1973 rok, „Władiwostok”), K-314 (1984 rok, „Władiwostok”). Trzy z nich zostały wycofane w latach 1989–1990, a ostatni „Admirał Zozula” w 1994 roku, pełniąc wówczas służbę na Bałtyku.
Typowo dla marynarki radzieckiej, okręty nie przechodziły w toku służby żadnych poważniejszych modernizacji uzbrojenia ani wyposażenia elektronicznego, wobec czego ich uzbrojenie szybko stało się mało efektywne i nienadążające za postępem na polu walki. Ciężkie pociski przeciwokrętowe P-35, zwłaszcza w przenoszonej liczbie, wraz z rozwojem środków obrony miały małe szanse na zagrożenie lotniskowcom. Na skutek kompromisów związanych z szybszą budową, od początku uzbrojenie przeciwlotnicze i możliwości wykrywania i zwalczania okrętów podwodnych przez sam okręt pozostawały na poziomie mniejszych i starszych niszczycieli projektu 61, chociaż krążowniki przenosiły dwa razy więcej rakiet i torped. Zastosowane stacje hydrolokacyjne miały zaś stosunkowo niewielki zasięg wykrywania okrętów podwodnych. Zaletą było natomiast wyposażenie w stale bazujący śmigłowiec, zwiększający możliwości walki z okrętami podwodnymi. W stosunku do mniejszych okrętów rozbudowane było także wyposażenie walki radioelektronicznej. Mimo swoich ograniczeń, okręty projektu 1134 odegrały istotną rolę w rozwoju aktywności oceanicznej floty radzieckiej.